# 怒る相談室長 大岡多聞の事件日誌!
「怒る相談室長 大岡多聞の事件日誌!〜嫁姑老人介護に母子離別、なんで殺人事件が起きるの？人情柴又　男もつらいわ〜」はTBS系の「水曜プレミア」枠にて、2005年1月19日に放送されたスペシャルドラマ。主演はみのもんた。

## キャスト
- 大岡多聞：みのもんた
- 瓜生隆子：涼風真世
- 大岡さくら：中田喜子
- 川島美春：八代亜紀
- 浅野美咲：小林綾子
- 松田聡：新藤栄作
- 浅野良彦：葛山信吾
- 丸山加奈子：中島唱子
- 岸本洋平：岸田敏志
- 浅野静江：南田洋子（特別出演）
- 大岡萌：菅井きん（特別出演）
- 松田節子：池内淳子（特別出演）
- 大沢さやか
- 語り：立川志の輔

ほか

## スタッフ
- プロデューサー：岡本俊次
- 脚本：洞澤美恵子
- 監督：山本和夫
- 製作：コスモ・スペース、TBS